# Автовокзал (станція метро)
Автовокзал (азерб. Avtovağzal) — станція 3-ї лінії Бакинського метрополітену. Відкриття відбулося 19 квітня 2016 року. Станція знаходиться у автовокзального комплексу на в'їзді в місто Баку, Азербайджан. Перша черга третьої лінії складається з двох станцій: «Автовокзал» і «Мемар Аджемі-2».
Конструкція станції — односклепінна мілкого закладення з однією острівною платформою
Колійний розвиток — 6 стрілочних переводів, перехресний з'їзд, 2 станційні колії для обігу і відстою рухомого складу і 2 колії для відстою рухомого складу.
Вихід у місто:

- на Баку-Сумгаїтське шосе.
- до центрального автовокзалу.